# Кальдерон, Луис Фелипе
Луис Фелипе Кальдерон Блет (исп. Luis Felipe Calderón Blet; 2 мая 1952, Гавана — 18 июня 2009) — кубинский волейболист и волейбольный тренер. Под его руководством женская сборная Кубы в 2000 году стала олимпийским чемпионом.

## Биография
Луис Фелипе Кальдерон выступал за сборную Кубы в начале 1970-х годов. Игровая функция — нападающий-доигровщик. Чемпион Панамериканских игр 1971, участник Олимпиады-1972. После окончания игровой карьеры перешёл на тренерскую работу. С 1997 — ассистент главного тренера Антонио Пердомо в женской национальной команде Кубы.
В 2000 году после перехода Пердомо в мужскую сборную Кубы Луис Фелипе Кальдерон назначен главным тренером женской сборной, причём вторым тренером стал Эухенио Хорхе, вернувшийся в штаб национальной команды после 4-летнего перерыва. Под руководством этого тренерского дуэта в 2000 кубинские волейболистки выиграли «золото» Гран-при и Олимпиады-2000. В том же году сборную из-за смены поколений и прочих причин покинула большая группа выдающихся спортсменок, что привело к снижению результатов команды. В последующие 6 лет сборная Кубы не смогла выиграть ни одного официального международного турнира, кроме Панамериканского Кубка, ограничиваясь «серебром» континентальных чемпионатов и Панамериканских игр. В 2006 году после относительных неудач на Гран-при, где кубинки в 3-й раз подряд стали только четвёртыми, и на Центральноамериканских и Карибских играх, где команда Кубы «всухую» уступила в финале доминиканкам, в тренерском дуэте сборной Кубы произошла рокировка. В преддверии чемпионата мира главным тренером сборной (спустя 10 лет) вновь стал Эухенио Хорхе, а Кальдерон назначен его ассистентом. Эта мера не помогла и на мировом первенстве в Японии кубинки заняли лишь 7-е место. В начале следующего года Кальдерон покинул тренерский пост по состоянию здоровья.
В сезоне 2005—2006 Кальдерон работал в России помощником Николая Карполя в российской «Уралочке-НТМК», в дочерней команде которой — подмосковном «Динамо» — играла его дочь Росир Кальдерон.
18 июня 2009 года после продолжительной болезни Луис Фелипе Кальдерон скончался.
Женой Кальдерона была волейболистка сборной Кубы, чемпионка мира 1978 Эрения Диас Санчес (р. 1958).

## Тренерские достижения[2]
Женская сборная Кубы:
- Олимпийский чемпион 2000;
  - бронзовый призёр Олимпийских игр 2004.
- победитель Мирового Гран-при 2000.
- 3-кратный серебряный призёр чемпионатов NORCECA — 2001, 2003, 2005.
- серебряный призёр Панамериканских игр 2003.
- 3-кратный победитель розыгрышей Панамериканского Кубка — 2002, 2004, 2005;
  - серебряный (2006) и бронзовый (2003) призёр Панамериканского Кубка.
- серебряный призёр Центральноамериканских и Карибских игр 2006.